# Lengshuijiang
Koordinaten: 27° 41′ N, 111° 26′ O
Lengshuijiang (冷水江市,  Lěngshǔijiāng Shì) ist eine kreisfreie Stadt in der chinesischen Provinz Hunan. Sie gehört zum Verwaltungsgebiet der bezirksfreien Stadt Loudi und hat eine Fläche von 436,3 km² mit 348.900 Einwohnern (Stand: Ende 2018). Administrativ ist Lengshuijiang in vier Straßenviertel, sechs Großgemeinden und sechs Gemeinden untergliedert.